# MUGEN
MUGEN (estilizado como M.U.G.E.N) es un motor de videojuegos de lucha en dos dimensiones (2D) gratuito lanzado el 27 de julio de 1999 por Elecbyte, desarrollado usando el Lenguaje de Programación C que originalmente utilizó la biblioteca de programación «Allegro». La versión actual utiliza la biblioteca «SDL».
El nombre del motor deriva de la palabra japonesa Mugen (無限 mugen?, infinito), debido a las infinitas o ilimitadas posibilidades que ofrece el mismo.

## Licencia
La licencia de MUGEN está definida como de uso gratis y no comercial, es decir, se distribuye sin autorización para fines no comerciales. Se han desarrollado versiones alternativas como NOMEN, basada en componentes exclusivamente abiertos bajo la licencia GPL.
Durante un tiempo entre 2002 y 2009, la distribución de MUGEN no era legal, o por lo menos, no del todo, ya que Elecbyte desapareció sin renovar el permiso para los usuarios; sin embargo, tampoco prohibió su uso. De hecho, los usuarios de este motor de videojuegos han seguido usándolo diciendo que Elecbyte lanzó MUGEN como una versión BETA y bajo la promesa de renovar el permiso, al no suceder esto, el producto (MUGEN) paso de ser shareware a freeware, es decir, paso de ser un préstamo por Elecbyte a ser un programa totalmente gratuito, lo cual, según fuentes, es falso ya que en el manual de MUGEN se puede leer claramente que cada versión legal de MUGEN es «prestada» por un período determinado y en ningún momento se mencionó que existirían nuevas versiones. La última versión «legal» de MUGEN expiró en junio de 2002 a las 12:01.
No obstante MUGEN rápidamente pasó a ser uno de los programas más usados por todo el mundo, ya que gracias a su fácil uso se puede crear un juego de peleas de ensueño. Cuando la empresa Elecbyte confirmó su regreso, lanzó una «nueva» versión de este motor que promete corregir fallos del programa, así como añadir más características, mejorar la resolución, Mensajes de Ganador para los personajes, etc. De momento se desconoce si el autor original de la mejora es la propia Elecbyte o un grupo de usuarios que pretenden no dejar obsoleto este sistema, aunque de momento no hay indicios legales de que Electbyte esté detrás de las nuevas actualizaciones, que debido a la caducidad de la licencia beta se consideran actualizaciones de "dudosa legalidad".

## Desarrollo
Hay mucho que se puede hacer con el motor (pero en opinión subjetiva, para muchos es un juego), desde emular sistemas ya establecidos como el método vs. de Capcom, el modo de juego de SNK/K.O.F. o crear uno completamente nuevo.
Es posible tener luchadores de cualquier juego, e inclusive crear nuevos luchadores con habilidades nuevas y diferentes. Dentro de esto se encuentra lo que ya está establecido entre los profesionales y creadores de MUGEN como «personajes originales» y el editado o modificado de un material ya existente.
Siguiendo la misma premisa también pueden añadirse escenarios, barras de vida y música de fondo para el juego completamente originales, siempre y cuando no se excedan ciertos límites del MUGEN que se tratarán más adelante.

## Tipos de diseño del videojuego
Al margen de cualquier tipo de clasificación en cuanto a jugabilidad o versatilidad, existe un factor común en la clasificación habitual de los juegos clásicos de lucha: la estética. El diseño estético de un juego es una de las partes más importantes y costosas de un juego de lucha, y quizás la más difícil de definir. Debido al gran impacto que causa sobre el jugador el buen uso de la estética en un juego, podemos clasificar los juegos de lucha (sobre todo los desarrollados con MUGEN) en 3 tipos básicos de diseño. Cabe destacar que la estética en sí de los personajes puede ser tan variada como la inventiva de los desarrolladores, aunque normalmente se siguen unas pautas para cada tipo de diseño en particular. 
- Clásico: son aquellos juegos clásicos que tienen algún tema principal o una trama general clara y específica (un combate a muerte, un torneo de artes marciales o la lucha callejera; por ejemplo). Suelen compartir rasgos estéticos comunes entre los personajes e historias entrelazadas cuyo punto de encuentro es el tema central del juego y los propios combates. Algunos ejemplos famosos de videojuegos con un diseño estético clásico son Street Fighter, Tekken, Mortal Kombat y The King of Fighters.
- Crossover: para lograr un mayor atractivo del juego de lucha, muchos desarrolladores y productores de juegos optan por fusionar dos o más licencias famosas de juegos "clásicos" y hacer lo que se llama un crossover. Básicamente, un crossover está compuesto por personajes, escenarios y/o estéticas de dos o más juegos de lucha reconocidos popularmente. La temática y orientación de estos juegos queda un poco de lado por el aliciente de enfrentar a personajes de dos juegos distintos en combate singular o en parejas. Las motivaciones principales de los personajes y sus historias suelen quedar un poco de lado y hacer un paréntesis al fusionarse estos universos, algunas veces con explicaciones ilógicas o "hipersurrealistas", y debido a que a menudo ciertos personajes "pierden poderes" al entrar en otros universos, la experiencia de juego puede no ser satisfactoria. En algunos casos estas mezclas resultan en historias paralelas o secuelas, aunque en muchos otros simplemente son un reclamo para revivir ciertas licencias, sin mayores aspiraciones para el jugador que reutilizar personajes de otros juegos con mayor o menor acierto. Algunos juegos como Super Smash Bros. o Marvel vs. Capcom son buenos ejemplos de crossovers.
- Custom: con el desarrollo de las nuevas tecnologías y los motores de lucha versátiles y de licencia abierta, son cada vez más los desarrolladores que añaden motores de creación de personajes o dejan una puerta abierta para la personalización de los luchadores. Desde el inicio de los juegos de lucha, siempre ha sido un sueño para cualquier jugador poder personalizar al gusto a sus personajes favoritos, creando la máquina de matar perfecta que se adapte al estilo de combate de cada jugador, ya sea en apariencia o forma de luchar. Desde un nivel estético, esta ambición ha cobrado cada vez más popularidad, hasta el punto de que los editores de personajes están a la orden del día. Los juegos custom se basan en que el propio jugador diseñe estética o mecánicamente a su personaje deseado. Esta opción de diseño ha llevado a ciertas compañías pioneras a ser objeto de denuncias por violación de los derechos de autor, al introducir componentes y opciones que permiten a los jugadores diseñar personajes muy parecidos a los que aparecen en otras sagas o bajo otras marcas registradas. Sin embargo, las leyes de propiedad intelectual cada vez son más permisivas respecto a estas nuevas tendencias y tecnologías, y cada vez son más los juegos que incorporan esta filosofía de juego a sus mecánicas básicas. Ejemplos de juegos custom en las últimas generaciones son por ejemplo el Soulcalibur IV para PS3, Tekken 5 para Ps2, Tekken 6 y Tekken Tag Tournament 2 para Xbox 360 y Ps3. Además de algunos juegos MMORPG que no son exactamente de lucha como el City of Heroes / City of Villains para PC.

## Tipos de diseño de personajes
Básicamente MUGEN trabaja con los personajes en forma «individual», es decir, no existen paquetes de personajes especialmente preparados para el mismo diseño, sino que el usuario puede combinar una selección de personajes a su gusto. Por esto no es de extrañar que muchos jugadores configuren personajes a semejanza por ejemplo de Ken (Street Fighter), Megaman (personaje de Capcom), Shiki Tohno (Melty Blood)  o Chuck Norris (reconocido actor de acción); o incluso personajes del anime como Naruto, Goku o Ichigo. 
Algunos personajes de libre distribución se pueden encontrar por Internet. El uso de buscadores como Google bien pueden ayudar a encontrar personajes para M.U.G.E.N. de manera muy sencilla. Dicho sea de paso, si ya se es poseedor de una copia del motor, entre la documentación del mismo hay información precisa de como agregarlos, e incluso de como poder crearlos desde cero. Aunque los personajes usados por este motor están en 2D "en su interior" (es decir en los sprites usados para crearlos), algunos personajes que se pueden hallar en páginas web se ven aparentemente en 3D. Esto es engañoso, ya que la mayoría de distribuciones de M.U.G.E.N. trabaja con sprites en 2D, y puede ser debido a diseños originarios de otros juegos, realizados con otros programas o falsamente creados como personajes en 3D (lo que se conoce como gráficos en 2.5D).
El principal programa para la edicion de los personajes es el Fighter Factory, desarrollado por la empresa VirtuallTek, el cual contiene un editor de lenguaje C (con el que se crean los archivos de definicion ".def", de constantes y estados ".cns y .st" y de ejecucion de comandos ".Cmd"), un compresor de archivos de imagen (que empaqueta los sprites o fotogramas en formato PCX en archivos SFF), un compresor de archivos de sonido (que empaqueta sonidos en formato Waveform Audio Format en archivos SND) y un editor Adobe Color Table para las paletas de los sprites. En versiones posteriores del programa, se agregó un conversor de formato de imágenes, que convierte automáticamente sprites en formatos BMP o PNG en formato PCX.
Existen 16 tipos de personajes según su creación:
- Personajes editados: aquellos que proceden de imágenes o sprites de creaciones existentes pero editadas o modificadas. Dentro de esta categoría se encuentran los Personajes Arrange, que sin importar su origen (originales o rippeados) tienen una mecánica de juego especifica de un título original (Marvel vs. Capcom arrange, Ultimate Mortal Kombat 3 arrange, etc) o de algún creador o editor en especifico (el POTS Style, desarrollado por el editor Phantom of the Server, que combina diferentes aspectos de los juegos de Capcom, etc)
- Personajes originales: aquellos que han sido creados desde cero y no están relacionados con ningún otro personaje existente y registrado (aunque puedan parecerse a alguno), siempre y cuando la motivación del creador haya sido la de crear un personaje único y las coincidencias sean casuales. Para que un personaje sea "original" tanto sus orígenes, su trasfondo e historia, como su indumentaria, aspecto físico y animaciones han de ser más o menos nuevas o inventadas (dependiendo sobre todo de las intenciones del desarrollador). Es posible basarse en animales, seres mitológicos, personajes de la tele o mediáticos, estereotipos comúnmente aceptados, instrumentos de uso diario o incluso en fusiones, imitaciones y parodias de otros personajes, siempre y cuando existan diferencias notables que no incomoden a los creadores originales de los personajes que se pretendía parodiar, fusionar o imitar; y que permitan diferenciarlos claramente de estos.
- Personajes  ecos: aquellos personajes que reproducen total o parcialmente (y de forma consciente por parte de sus creadores) los movimientos, la estética o el trasfondo de otros personajes reconocidos de otras marcas registradas. No se incluyen en esta categoría las copias directas de otros personajes aunque estén modificadas, ya sea cambiando texturas, parámetros de sus ataques o la ejecución de sus movimientos. Para que el personaje se considere un "eco" deben existir diferencias con el original, aunque ha de quedar explícita la similitud entre el original y el eco. No se consideran ecos los ecos de un personaje con otra vestimenta, color o forma para diferenciarlos del original en modo de combate P.V.P (Player Versus Player). Dentro de esta categoría se encuentran los Personajes EX, que son versiones alternativas de otros personajes, ya sea poseidos por una fuerza o ente (como el Satsui no Hadou de Street Fighter, el Orochi's Riot of Blood de The King of Fighters, etc), mejorados artificialmente (personajes Cyber, Armored) o bien desprovistos de su poder o mejora original (versiones humanas de androides, guerreros con sus poderes robados, etc).
- Personajes semiecos: aquellos personajes que reproducen un poco o solo algunos movimientos, la estética o trasfondo de otros personajes reconocidos de otras marcas registradas. Para que un personaje se considere un "Semi-clon" deben existir diferencias con el original, aunque ha de quedar explicita un cierto o corto detalle mínimo entre todo el original y el semi-ecos. Se pueden considerar semi-ecos los semi ecos de un personaje con otra vestimenta, color o forma para diferenciarlos del original en modo de combate P.V.P (Player Versus Player).
- Personajes copiados y pegados: son personajes que son copias directas de otros personajes reconocidos de marcas registradas. Son muy útiles a la hora de crear Mugens temáticos o simplemente para aliviar la curiosidad de un crossover con otro personaje de distinta marca.
- Personajes rippeados: un personaje rippeado es aquel que tiene sprites o imágenes extraídas directamente de un videojuego. No se consideran copias si son exactamente iguales tanto en trasfondo original, aspecto y ataques al personaje del juego del que ha sido sacado. Si existen varias versiones de un mismo personaje en varios juegos, tan solo se considera rippeado de uno de ellos y clonado del resto.
- Jefes: son aquellos personajes que sirven de forma especial en la trama y generalmente son más poderosos que el resto. Además de ser Jefes pueden ser Rippeados, clonados u originales, con la única condición de mantener su condición de jefe en el juego al que hayan sido incorporados. Ejemplos de Jefe podrían ser Shao Kahn, M. Bison,Rugal Bernstein, o bien adaptaciones de jefes de otro estilo de juegos como Bowser, Dr. Robotnik o Shredder
- Personajes bonus: son aquellos personajes que actúan como un minijuego en sí. Normalmente no son imprescindibles en la trama ni en el desarrollo del juego, pero aportan un aliciente para el juego, sobre todo en modos de multijugador. Al contrario que los personajes especiales (descritos más abajo), la funcionalidad de estos personajes está al margen de su poder, ya que su objetivo es divertir y hacer más interesante el juego, no otorgar personajes mejores a los jugadores.
- Personajes ocultos: la mayoría de los juegos de lucha poseen algunos personajes ocultos que han de ser desbloqueados para que sean jugables. Muchos de estos personajes son más poderosos que los habituales (o incluso ser jefazos), y siempre han de ser desbloqueados mediante algún procedimiento "secreto", que unas veces incluye completar el juego en ciertas condiciones y otras hay que realizar una serie de pasos concretos. Algunos ejemplos podrían ser Smoke del Mortal Kombat III o el Dr. Boskonovitch de Tekken 3.
- Personajes hack/cheat: algunos jugadores con conocimientos informáticos o muy diestros en la modificación de MUGEN crean personajes con ciertas características o movimientos que desequilibran el juego. Estos jugadores esperan poder ganar siempre sin tener en cuenta la jugabilidad y la diversión de los demás usuarios, como Omega Tom Hanks, Chuck Norris o Nightmare Broly. También es posible que algún personaje esté mal planteado o poco equilibrado y produzca un desequilibrio sin que su creador sea consciente de ello. Estos personajes son indeseables, y es preciso ajustarlos o eliminarlos para asegurar un juego divertido y emocionante, y lo más duradero posible.
- Personajes textura: similares a los personajes clon, los personajes textura mantienen las características y movimientos de los originales cambiando el aspecto físico. Pueden variar en colores, vestimentas o apariencia física, pero son en esencia el mismo personaje. La diferencia con un personaje clon es que los personajes textura sirven para diferenciar el mismo personaje cuando lucha contra sí mismo. Es esencial que entre los luchadores del juego, el personaje original se encuentre en la plantilla en la que se elegirá al personaje textura, ya que en esencia son el mismo luchador. Un ejemplo de personajes textura podrían ser Panda/Kuma de la saga Tekken.
- Personaje baratos: en inglés son llamados Cheap Chars. Son personajes exageradamente poderosos que, al luchar con un personaje común, siempre ganan. No obstante el personaje barato podría perder con otro personaje más fuerte. El caso emblema es el personaje F1, que parodia la función específica de la tecla F1 en el modo Debug del Mugen, la cual es reducir la vida del oponente a cero.
- Personajes de box: se refiere a los personajes creados por un o un grupo de personas dedicadas a crear Box de personajes especialmente diseñados para responder a los ataques, provocaciones y presentaciones de otros personajes de su misma box, entre estos podemos citar a Andrés Borghi o Warner Cortez. estos personajes suelen ser mejor diseñados y texturizados que los otros, son los más difíciles de conseguir puesto que la mayoría son hechos a mano. También, un personaje Box puede interactuar con otros personajes si estos son codificados para dicha interacción, ejemplos son las adaptaciones a las "Fatalities" de personajes de Mortal Kombat o al ataque "Midnight Bliss" del personaje Demitri Maximoff de la saga Darkstalkers
- Personajes retrasados (retards): también conocidos como crap chars, se refiere a los personajes mal hechos o creados; ya sea por falta de sprites en sus movimientos, sprites con malos colores, creado sin permiso del autor original o con pack de voces (en inglés se dice voicepack o soundpack) hecha con mucha exageración. Estos personajes dieron origen a los "Beatdowns" y "Vs. Retards Battle" en YouTube, donde se muestran peleas de personajes bien hechos contra este tipo de personajes, eliminándolos. Además de que este tipo de peleas es bastante popular y que se lucha en batallas por turno 4 contra 4, 3 contra 3 e incluso 2 contra 2 simultáneamente.
- Personajes chibis/JUS: Estos personajes están basados en el estilo de sprites del videojuego Jump Ultimate Stars para la consola portable Nintendo DS, dichos sprites son menos detallados y generalmente más pequeños de lo habitual, por lo que se vuelven poco compatibles al momento de jugar con un personaje de tamaño estándar. La jugabilidad de este estilo de personajes es también mas simple que el resto, puesto que solo son programados con tres de los seis botones que ofrece el motor, por lo que no poseen mucho contenido en su Moveset. Actualmente los Personajes JUS tienen más cantidad de luchadores del genero anime, ya que que los autores editan un personaje base para producirlos en gran cantidad sin mucho esfuerzo, y debido a que muchos pueden editar sus sprites por su simplicidad, también existe una gran cantidad de hojas de sprites del estilo.

En ningún momento se deben confundir JUS con otros personajes por sus sprites (como es en el caso de los personajes de Sonic, Kirby o personajes de Nintendo y otros videojuegos o sagas sin ningún estilo de sprite al estilo del juego de JUS).
- Personajes simplificados: Al igual que los anteriores (en cuánto a jugabilidad), son muy fáciles de controlar y muchos de sus ataques especiales o combos se pueden ejecutar con 3 de los seis botones (a veces 4) durante la pelea. Estos también son modificados de vez en cuando por otros usuarios para crear mods o edits con sprites de otros juegos o creadores , e incluso se llegan a mejorarlos tanto mecánica como visualmente, entre otras cosas (por ejemplo, los personajes TP).

Muy a menudo son confundidos con los JUS por lo fácil de manejar que pueden llegar a ser durante la partida (se los suelen llamar así sobretodo en Youtube).
Esto solo se aplica a personajes que no tengan el estilo de anime, manga o del juego Jump Ultimate Stars.
- Personajes cheapies: Son un tipo derivado de los personajes cheap que es aún más poderoso, ya que se aprovecha de vulnerabilidades del motor (o se pueden ejecutar externamente) para ganar instantáneamente. Estos personajes se dividen en diferentes niveles según lo que hacen para derrotar al oponente.

## Escenarios
Los escenarios representan el ambiente en el que se desarrollan los combates. Al descargar e instalar escenarios para MUGEN hay que tener en cuenta que desde la aparición de WinMugen Hi-Res, hay escenarios de cuatro clases:
- Escenarios a resolución normal (Low-Res): son los que se programan para una resolución de 320x240 píxeles de tamaño. Los detalles serán menores y la calidad algo peor.
- Escenarios en alta resolución (Hi-Res): estos se programan para resoluciones de 640x480 y superiores. Mayor calidad de detalles (Perfectamente compatible con el nuevo Mugen 1.0 y Mugen 1.1).
- Escenarios con super jump (super salto): estos se utilizan para que tenga fondos más largos, perfectamente para personajes tipo Marvel vs Capcom, Melty Blood, Guilty Gear, Arcana Heart, entre otros, ya que estos realizan combos aéreos (en inglés Aerial Rave o Air Combo).
- Escenarios sin super jump: contrario a lo anterior estos se utilizan para cualquier personaje que no sea Marvel vs Capcom (un ejemplo es King of Fighters o Street Fighter).
- Escenarios Interactivos: estos se utilizan 2 escenarios en uno solo en donde el suelo; en donde se realiza el combate se rompa y aparezca otra completamente distinta (un ejemplo en Mortal Kombat, con los "Stage Fatalities").

La configuración del tamaño de la ventana de MUGEN es independiente de las resoluciones mostradas dentro de ella.
En estos se pueden agregar música de cualquier tipo ya sea: original de un juego específico, de algún artista (o Intérprete), banda sonora de alguna serie de televisión, animé, etc. en cualquier formato de audio: MP3, MID u OGG.

## Screenpacks
Screenpacks —en español «paquetes de pantalla»—, son paquetes de archivos que cambian el aspecto visual de MUGEN, es decir, la forma en que aparece la pantalla de menú del juego, selección de personajes, las barras de vida, la energía, etc. De esta forma es posible obtener la apariencia de Marvel vs. Capcom, KOF 2001, Marvel vs. Capcom 2 o Guilty Gear entre otros, tan solo descargando o copiando sus contenidos.
Es posible crear Screenpacks personalizados de cualquiera de los elementos (incluyendo personajes, escenarios, etc.) que combinen partes de dos o más juegos (recordad los derechos de autor) para crear un entorno a nuestro gusto. Por ejemplo, se puede tener una pantalla de selección de personajes con la apariencia de Street Fighter mientras las barras de vida se asemejan a las de KOF 1998.

## Aplicaciones complementarias
Paralelamente al desarrollo del motor, se crearon aplicaciones que complementan la experiencia del juego dando elementos que el motor originalmente no podía dar:
- IKEMEN (estilizado como I.K.E.M.E.N) es un motor clon (Fork de la version 1.1 de Mugen lanzado por Elecbyte) realizado para poder jugar En línea, en una red de área local o a través de una conexión a un Servidor web. Además, agrega varias funcionalidades extra. Fue lanzado en 2015 por el Modder Suehiro, que hizo una última actualización fue en mayo de 2017.[5] Hoy por hoy, el motor está actualizado por Gacel y K4thos, y no sólo tiene compatibilidad con la enorme mayoría de creaciones del motor MUGEN sino que además agrega aspectos como escenarios interactivos, modo historia y ránkings.
- 3v3 & 4v4 Patch: Es otra modificación del archivo ejecutable del motor, el cual permite que los equipos del Modo Simultáneo sean de 3 o 4 personajes, dependiendo del ejecutable que se inicie. Fue lanzado en 2013 por el programador NotAGoodName.[6]
- MUGEN Story Mode: Es una extensión que puede crear un "modo historia" para un determinado personaje, haciéndolo luchar siguiendo un guión en determinados escenarios con determinados enemigos, a diferencia de los modos Arcade en los que los enemigos son al azar. Fue desarrollado por el programador Kamiloxnumetal.[7]
- Add004: Es otra extension que en este caso, permite el modo "tag" o "de relevos". Este modo reemplaza al Modo Simultáneo por defecto del motor, ofreciendo un sistema similar al de la saga Marvel vs. Capcom. En este caso, Add004 modifica los archivos de lenguaje C de los personajes en lugar de actuar sobre el motor mismo. Fue lanzado en 2014 por el programador Shiyo Kakuge.[8]
  - Una extensión similar es UnoTag, creado por el programador Uno,[9] que también modifica los archivos de lenguaje C de los personajes. Las diferencias con Ad004 son en la compatibilidad con el 3v3 & 4v4 Patch (Ad004 es compatible, mientras que UnoTag no), en el modo de modificar los archivos de los personajes (Ad004 tiene una aplicacion llamada Ad004Pie, que modifica automaticamente los archivos, mientras que UnoTag es un paquete de archivos que se pega en las carpetas de los personajes) y en el modo en el que los personajes en reserva asisten a los que están peleando (Ad004 solo ofrece un solo ataque de asistencia, editable, y UnoTag ofrece un mayor número). Ambas extensiones también son compatibles con IKEMEN, pero no son compatibles entre si.
- Aplicaciones enfocadas en la edición del juego:
  - Swiss Army Knife: un visor de archivos de lenguaje C en tiempo real mientras se ejecuta el motor.[10]
  - VSelect: un editor de la pantalla de selección de personajes.[11]
  - AI Generator: Aplicacion que le da Inteligencia artificial a los personajes.[12]